# Azienda di promozione turistica
L'azienda di promozione turistica (APT) è un ente del diritto italiano, previsto dalla legge statale n. 217 del 1983, la quale prescriveva che tutte le Regioni, sia a statuto ordinario che a statuto speciale, costituissero le Aziende di Promozione Turistica. Le APT sono enti strumentali della Regione, hanno autonomia amministrativa e gestionale e hanno personalità giuridica.
I compiti sono: 
- promozione e propaganda delle risorse turistiche locali
- fornire informazioni
- accoglienza e assistenza ai turisti tramite gli uffici di informazione e accoglienza.

Le Regioni che decidono di istituire le APT devono sopprimere gli enti provinciali del turismo (EPT). Tutte le altre regioni creano le Agenzie Regionali per il Turismo (sviluppo delle attività di promozione turistica). L'IAT invece sono enti pubblici istituiti dalle APT: essa ha il compito di curare l'assistenza, l'accoglienza e l'informazione al turista.
La pro loco è un'associazione che ha il compito di valorizzare i territori. Essa inoltre promuove manifestazioni turistiche e fornisce assistenza al turista.
Tutti questi enti derivano dal Convention bureau, nato alla fine dell'Ottocento negli Stati Uniti.